# Briefmarken-Jahrgang 1948 der Deutschen Post Berlin
Der Briefmarken-Jahrgang 1948 der Deutschen Post Berlin umfasste 20 Dauermarken;
in diesem Jahr wurden in Berlin keine Sondermarken ausgegeben.
Alle Ausgaben waren überdruckte Briefmarken der alliierten Besetzung (1947–1948, MiNr. 943–962) und trugen diagonal den schwarzen Aufdruck „BERLIN“.

## Geschichtliches zur Post in Berlin
Hauptartikel: Postgeschichte und Briefmarken Berlins
Ab dem 2. August 1945 gab es einen eingeschränkten, offiziellen Postdienst in Groß-Berlin, dieser musste ab dem 20. März 1948, als der sowjetische Vertreter die Alliierte Kommandantur verließ und damit die Viermächteregierung Deutschlands beendete, an die neuen Verhältnisse angepasst werden. Zudem wurde der Paket- und Päckchenversand zwischen Berlin und den vier Besatzungszonen unterbrochen. Am 20. Juni 1948 wurde in Westdeutschland die Währungsreform durchgeführt, die sowjetische Besatzung verfügte ihre Geldreform zum 23. Juni 1948 in der Ostzone und Groß-Berlin. Die westlichen Alliierten erklärten die Verfügung bezüglich Groß-Berlin für nichtig. Am 25. Juni wurde die Deutsche Mark der Bank deutscher Länder als gesetzliches Zahlungsmittel in den Westsektoren Berlins eingeführt. Schon einen Tag vorher, am 24. Juni 1948, wurden an den Schaltern der Postämter in Berlin (West) die Marken der Bizone – Kontrollratsserie 1947 mit Posthörnchenaufdruck – abgegeben. Die Ostzone erkannte diese Postwertzeichen nicht an und erklärte sie und die gesamte Postverwaltung in Berlin (West) als illegal. Am 1. September 1948 gab man in Berlin (West) dann die nachstehenden neuen Briefmarken mit dem Schwarzaufdruck „BERLIN“ heraus.
Bis zum 21. März 1949 waren die Ausgaben der alliierten und der sowjetischen Besatzungszone ebenfalls frankaturgültig, danach waren in West-Berlin nur noch die eigenen Berliner Briefmarken und die Briefmarken der westlichen Zone bzw. der dann gegründeten Bundesrepublik Deutschland für die Frankatur erlaubt.

## Liste der Ausgaben und Motive
Legende
- Bild: Eine bearbeitete Abbildung der genannten Marke. Das Verhältnis der Größe der Briefmarken zueinander ist in diesem Artikel annähernd maßstabsgerecht dargestellt. Sollten keine Marken abgebildet sein, liegt es daran, dass das Urheberrecht des Künstlers noch nicht erloschen ist.
- Beschreibung: Eine Kurzbeschreibung des Motivs und/oder des Ausgabegrundes. Bei ausgegebenen Serien oder Blocks werden die zusammengehörigen Beschreibungen mit einer Markierung versehen eingerückt.
- Wert: Der Frankaturwert der einzelnen Marke in Pfennig. Ein „+“ bedeutet, dass es sich um eine Zuschlagsmarke handelt (= Frankaturwert + Spende).
- Ausgabedatum: Das Datum des erstmaligen Verkaufs dieser Briefmarke.
- Gültig bis: Das Datum, an dem die Gültigkeit endete.
- Auflage: Soweit bekannt, wird hier die zum Verkauf angebotene Anzahl dieser Ausgabe angegeben.
- Entwurf: Soweit bekannt, wird hier angegeben, von wem der Entwurf dieser Marke stammt.
- Mi.-Nr.: Diese Briefmarke wird im Michel-Katalog unter der entsprechenden Nummer gelistet.

| Dauermarken |                                                                                                |                  |                       |               |            |            |       |
| Bild        | Beschreibung                                                                                   | Werte in Pfennig | Ausgabe- datum (1948) | gültig bis    | Auflage    | Entwurf    | MiNr. |
|             | Freimarkenserie II mit schwarzem Aufdruck - Pflanzer - Originalausgabe 1. März 1947, MiNr. 943 | 2                | 3. September          | 31. März 1949 | 4.500.000  | Brand      | 1     |
|             | - Pflanzer - Originalausgabe 1. März 1947, MiNr. 944                                           | 6                | 3. September          | 31. März 1949 | 9.000.000  | Brand      | 2     |
|             | - Sämann - Originalausgabe 1. März 1947, MiNr. 945                                             | 8                | 3. September          | 31. März 1949 | 6.400.000  | Luckenbach | 3     |
|             | - Sämann - Originalausgabe 1. Februar 1948, MiNr. 946                                          | 10               | 3. September          | 31. März 1949 | 6.600.000  | Luckenbach | 4     |
|             | - Arbeiter - Originalausgabe 1. März 1947, MiNr. 947                                           | 12               | 3. September          | 31. März 1949 | 11.000.000 | Rogmann    | 5     |
|             | - Pflanzer - Originalausgabe 1. Februar 1948, MiNr. 948                                        | 15               | 3. September          | 31. März 1949 | 2.800.000  | Brand      | 6     |
|             | - Maurer und Bäuerin - Originalausgabe 1. März 1947, MiNr. 949                                 | 16               | 3. September          | 31. März 1949 | 10.000.000 | Banach     | 7     |
|             | - Sämann - Originalausgabe 1. März 1947, MiNr. 950                                             | 20               | 3. September          | 31. März 1949 | 3.300.000  | Luckenbach | 8     |
|             | - Maurer und Bäuerin - Originalausgabe 1. März 1947, MiNr. 951                                 | 24               | 3. September          | 31. März 1949 | 11.200.000 | Banach     | 9     |
|             | - Pflanzer - Originalausgabe 1. März 1947, MiNr. 952                                           | 25               | 3. September          | 31. März 1949 | 1.200.000  | Brand      | 10    |
|             | - Arbeiter - Originalausgabe 1. Februar 1948, MiNr. 953                                        | 30               | 3. September          | 31. März 1949 | 2.300.000  | Rogmann    | 11    |
|             | - Sämann - Originalausgabe 1. März 1947, MiNr. 954                                             | 40               | 3. September          | 31. März 1949 | 2.900.000  | Luckenbach | 12    |
|             | - Maurer und Bäuerin - Originalausgabe 1. Februar 1948, MiNr. 955                              | 50               | 3. September          | 31. März 1949 | 3.600.000  | Banach     | 13    |
|             | - Arbeiter - Originalausgabe 1. März 1947, MiNr. 956                                           | 60               | 3. September          | 31. März 1949 | 3.900.000  | Rogmann    | 14    |
|             | - Arbeiter - Originalausgabe 1. März 1947, MiNr. 957                                           | 80               | 3. September          | 31. März 1949 | 2.700.000  | Rogmann    | 15    |
|             | - Maurer und Bäuerin - Originalausgabe 1. März 1947, MiNr. 958                                 | 84               | 3. September          | 31. März 1949 | 1.500.000  | Banach     | 16    |
|             | - Hände und Friedenstaube - Originalausgabe 1. Mai 1947, MiNr. 959                             | 1 Mark           | 6. September          | 31. März 1949 | 1.300.000  | Höpner     | 17    |
|             | - Hände und Friedenstaube - Originalausgabe 1. Mai 1947, MiNr. 960                             | 2 Mark           | 6. September          | 31. März 1949 | 1.100.000  | Höpner     | 18    |
|             | - Hände und Friedenstaube - Originalausgabe 1. Mai 1947, MiNr. 961                             | 3 Mark           | 6. September          | 31. März 1949 | 900.000    | Höpner     | 19    |
|             | - Hände und Friedenstaube - Originalausgabe 1. Februar 1948, MiNr. 962                         | 5 Mark           | 6. September          | 31. März 1949 | 1.000.000  | Höpner     | 20    |